# Tréal
Tréal (bret. Treal) – miejscowość i gmina we Francji, w regionie Bretania, w departamencie Morbihan.
Według danych na rok 1990 gminę zamieszkiwały 634 osoby, a gęstość zaludnienia wynosiła 33 osoby/km² (wśród 1269 gmin Bretanii Tréal plasuje się na 757. miejscu pod względem liczby ludności, natomiast pod względem powierzchni na miejscu 518.).